# Condado de Montealegre
El condado de Montealegre es un título nobiliario español concedido el 20 de octubre de 1706, y por Real Cédula|real despacho del 4 de abril de 1708, por el rey Felipe V, con el vizcondado previo de Montealegre, a Josefa de Puxmarín y Fajardo, señora de Montealegre y Ceutí. El título vino a compensar el apoyo de su marido, José Rodrigo de Puxmarín, en la Guerra de sucesión española, prestando grandes cantidades de dinero y grano.

## Condes de Montealegre
|                                 | Titular                                          | Periodo              |
| Creado por Felipe IV            | Creado por Felipe IV                             | Creado por Felipe IV |
| ------------------------------- | ------------------------------------------------ | -------------------- |
| I                               | Josefa Puxmarín y Fajardo                        | 1706-¿?              |
| II                              | José Rodrigo Puxmarín y Fajardo                  | ¿?-1721              |
| III                             | Rodrigo Puxmarín y Ortega                        | ¿?-¿?                |
| IV                              | Josefa de Puxmarín y Rocafull                    | ¿?-1791              |
| V                               | María Antonia Teijeiro-Valcárcel de Rocafull     | 1791-1805            |
| VI                              | Ana Agapita Valda y Teixeiro                     | 1805-1854            |
| VII                             | José Eusebio de Bernuy y Valda                   | 1855-1856            |
| VIII                            | Francisco de Paula de Bernuy y Osorio de Moscoso | 1857-1873            |
| Rehabilitación por Alfonso XIII |                                                  |                      |
| IX                              | Francisco de Paula de Arróspide y Arróspide      | 1923-1945            |
| X                               | Sergio de Arróspide y Valera                     | 1952-1960            |
| XI                              | Jerónimo Domínguez y Pérez de Vargas             | 1960-1966            |
| XII                             | María de la Concepción Domínguez y Dávila        | 1967-1978            |
| XIII                            | Jerónimo María Mencos y Domínguez                | 1979-1994            |
| XIV                             | Inés de Benavides y Moreno-Villalonga            | 1994-2000            |
| XV                              | Isabel Méndez y Sánchez                          | 2000-actual titular  |

## Historia de los condes de Montealegre
- Josefa Puxmarín y Fajardo, I condesa de Montealegre[1] y señora de Montealegre en Murcia.[4]

Contrajo matrimonio con su tío carnal, José Puxmarín y Fajardo. Le sucedió su hijo:
- José Rodrigo de Puxmarín y Fajardo (m. 20 de octubre de 1721), II conde de Montealegre y I marqués de Albudeyte, grande de España.[5]

Casó el 17 de febrero de 1712 con María Jerónima de Ortega y Sandoval, hija de Gabriel Ortega y Guerrero de Luna, II marqués de Valdeguerrero y de su primera esposa, María Josefa de Sandoval y Zambrana. Le sucedió su hijo:
- Rodrigo Puxmarín y Ortega, III conde de Montealegre, II marqués de Albudeyte.[5]

Sin descendencia, le sucedió su hermana:
- Josefa de Puxmarín y Rocafull (1716-1791), IV condesa de Montealegre y III marquesa de Albudeyte.[5].

Casó en primeras nupcias con Joaquín de Arce Luján y Colón de Larreátegui (m. 1744). Contrajo un segundo matrimonio el 2 de mayo de 1744 con Luis Bernardo Teijeiro de Valcárcel y Vozmediano (m. 25 de octubre de 1766). Le sucedió su hija de su segundo matrimonio.
- María Antonia Teijeiro-Valcárcel de Rocafull (1747-2 de enero de 1805), V condesa de Montealegre y IV marquesa de Albudeyte.[5]

Casó el 29 de marzo de 1779 en Fuencarral con José Joaquín Valda y Maldonado (m. 8 de abril de 1826), VIII marqués de Valparaíso, grande de España, V marqués de marqués de Busianos, IX vizconde de Santa Clara de Avedillo, teniente general de los Reales Ejércitos, Gran Cruz de Carlos III. Le sucedió su hija:
- Ana Agapita Valda y Teijeiro de Valcárcel (1784-4 de marzo de 1854), VI condesa de Montealegre,[8] V marquesa de Albudeyte,[5] IX marquesa de Valparaíso, grande de España,[7] marquesa de Villahermosa, VI marquesa de Busianos y X vizcondesa de Santa Clara de Avedillo.

Casó con Francisco de Paula Bernuy y Valda, marqués de Benamejí, teniente general de los Reales Ejércitos, director del Real Cuerpo de Guardias de Corps, Gran Cruz de Carlos III y de Isabel la Católica. Sucedió su hijo:
- José Eusebio Bernuy y Valda (1804-Londres, 24 de abril de 1856), VII conde de Montealegre,[8] VI marqués de Albudeyte,[5] X marqués de Valparaíso, grande de España,[7] VII marqués de Busianos y coronel del Real Cuerpo de Guardias de Corps.[8]

Casó con María Antonia Osorio de Moscoso y Ponce de León (m. 1877). Sucedió su hijo:
- Francisco de Paula Bernuy y Osorio de Moscoso (Madrid, 24 de enero de 1824-9 de agosto de 1873), VIII conde de Montealegre, VII marqués de Albudeyte,[5] y XI marqués de Valparaíso, grande de España.[7]

Sin descendencia.
En 1923 fue rehabilitado a favor de
- Francisco de Paula de Arróspide y Arróspide (Madrid 5 de febrero de 1903-Castro Enríquez 15 de abril de 1945), IX conde de Montealegre,[9] IV duque de Castro Enríquez,  XIII conde de Plasencia, dos veces grande de España.

Contrajo matrimonio en Fuenterrabía el 19 de septiembre de 1932 con María del Carmen Valera y Ramírez de Saavedra, hija de Luis Valera y Delavat y de María de la Clemencia Ramírez de Saavedra y Alfonso, VI marquesa de Villasinda, IX marquesa de Bogaraya. Le sucedió su hijo.
- Sergio de Arróspide y Valera (San Sebastián 22 de abril de 1939-Madrid 14 de mayo de 2010), X conde de Montealegre.[9]

Contrajo matrimonio con Paloma Pla y Crespí de Valldaura, hija de Alfredo Plá y Ruiz, vizconde de Huerta, y de María de la Cruz Crespí de Valldaura y Liniers. En 1960, cedió el título a favor de:
- Jerónimo Domínguez y Pérez de Vargas, XI conde de Montealegre,[9][10] VII marqués de Contadero y maestrante de Sevilla.[11] Era hijo de Jerónimo Pérez de Vargas y Cañavate y de Luisa Moreno y Pérez Vargas.[11]

Contrajo matrimonio con Blanca Dávila y Garvey, hija de Álvaro Dávila y Agreda, IX marqués de Villamarta Dávila, y de María Ángeles Garvey y González de la Mota. Le sucedió su hija.
- María de la Concepción Domínguez y Dávila (m. 1979), XII condesa de Montealegre[12] y marquesa de Contadero.

Contrajo matrimonio con Francisco Javier Mencos y Guajardo-Fajardo, III marqués de las Navas de Navarra. En 1979, le sucedió su hijo:
- Jerónimo María Mencos y Domínguez, XIII conde de Montealegre.[13]

Contrajo matrimonio con Mercedes Murube y Gallego. Sucedió en 1994:
- Inés de Benavides y Moreno-Villalonga (Granada 16 de marzo de 1978), XIV condesa de Montealegre.[14]

Sucedió en 2000 por ejecución de sentencia:
- Isabel Méndez y Sánchez, XV condesa de Montealegre.[1][15]